# BMW ActiveE
La BMW ActiveE est un véhicule électrique du constructeur automobile allemand BMW et elle est basée sur le modèle de production de la Série 1 coupé. Après la Mini E, c’est le deuxième véhicule du groupe BMW qui n’a pas été développé en tant que véhicule de série, mais plutôt en tant que modèle spécial utilisé par des conducteurs dans des flottes internationales dans le cadre du projet i. Les quelque 1 200 véhicules construits ont été approuvés en tant que prototypes, ils n’étaient pas disponibles à la vente aux particuliers et ils étaient exclusivement utilisés dans des projets pilotes internationaux, y compris l’autopartage chez DriveNow.
Deux objectifs ont été poursuivis avec les flottes de BMW ActiveE : tester les composants techniques de la propulsion électrique pour le véhicule de série BMW i3, qui a été produit plus tard, et acquérir des connaissances sur l’utilisation des véhicules électriques dans la pratique. La BMW ActiveE a été utilisée, entre autres, aux Jeux olympiques de Londres en 2012 en tant que véhicule d’escorte pour le relais de la flamme et le marathon.

## Conception du véhicule
La BMW ActiveE a une propulsion arrière et offre de la place pour quatre personnes. Au Salon international de l'automobile d'Amérique du Nord à Détroit en janvier 2010, BMW a présenté le véhicule sous le nom Concept ActiveE. La BMW ActiveE a le même moteur électrique, la même batterie, la même commande moteur et les mêmes cellules de batterie que la BMW i3. Contrairement à la BMW i3 prévue avec une propulsion électrique ("Purpose Design"), la BMW ActiveE est cependant structurellement une conversion, c’est-à-dire un véhicule conçu à l’origine pour être entraîné par un moteur à combustion interne, dans lequel une chaîne cinématique électrique a été intégrée. La batterie de la BMW ActiveE est donc divisée en trois parties, qui s’emboîtent dans l’espace libéré par la suppression du moteur thermique : sous le capot avant (au lieu du moteur), dans le tunnel de carrosserie (au lieu du cardan) et sous la banquette arrière (à la place du réservoir de carburant).

## Conduite
Dans le cadre des projets de recherche, dont certains sont financés par des fonds publics, les BMW ActiveE ont été utilisées dans plus de 30 pays, notamment en Chine, en Allemagne, en France, au Japon, aux Pays-Bas, en Corée du Sud, au Royaume-Uni et aux États-Unis,,,. Le comportement des utilisateurs du véhicule, telles que l’acceptation du comportement de conduite et l’autonomie, a été enregistré et évalué dans des situations d’utilisation spécifiées (par exemple, pas de possibilité de recharge à domicile),. L’utilisation en autopartage chez DriveNow à Munich, Berlin et San Francisco faisait également partie d’un projet pilote. Étant donné que les véhicules n’étaient pas conçus pour une longue durée de vie, la plupart d’entre eux ont été mis au rebut une fois les projets pilotes terminés.